# Холодне (Донецький район)
Холодне (до 2016 року — Свердло́ве) — селище Макіївської міської громади Донецького району Донецької області, Україна. Розташоване за 23 км від Донецька. Відстань до Макіївки становить близько 10 км і проходить переважно автошляхом місцевого значення.

## Географія
Селищем тече Балка Холодна.

## Населення

### Мова
Розподіл населення за рідною мовою за даними перепису 2001 року:
| Мова            | Кількість | Відсоток |
| --------------- | --------- | -------- |
| російська       | 1278      | 79.73%   |
| українська      | 303       | 18.90%   |
| білоруська      | 3         | 0.19%    |
| польська        | 1         | 0.06%    |
| інші/не вказали | 18        | 1.12%    |
| Усього          | 1603      | 100%     |

За даними перепису 2001 року населення селища становило 1603 особи, з них 18,9 % зазначили рідною мову українську, 80,23 % — російську, 0,19 % — білоруську та 0,6 % — польську мову.